# Contea di Elbert (Colorado)
La contea di Elbert in inglese Elbert County è una contea dello Stato del Colorado, negli Stati Uniti. La popolazione al censimento del 2000 era di 19 872 abitanti. Il capoluogo di contea è Kiowa.

## Geografia
La contea si trova nel centro-est dello Stato. Si colloca nella regione delle Grandi Pianure, a sud-est di Denver. Grazie alla vicinanza con le pendici delle Montagna Rocciose, nella parte occidentale ci sono diverse foreste. Nella contea scorrono anche diversi fiumi.

### Contee confinanti
- Contea di Arapahoe - nord
- Contea di Lincoln - est/sud-est
- Contea di El Paso - sud/sud-ovest
- Contea di Douglas - ovest

## Storia
La contea fu istituita nel 1874 e fu chiamata così in onore del governatore del Territorio del Colorado Samuel Hitt Elbert.

## Towns[3]
- Elizabeth
- Kiowa
- Simla